# Октябрьский мост (Череповец)

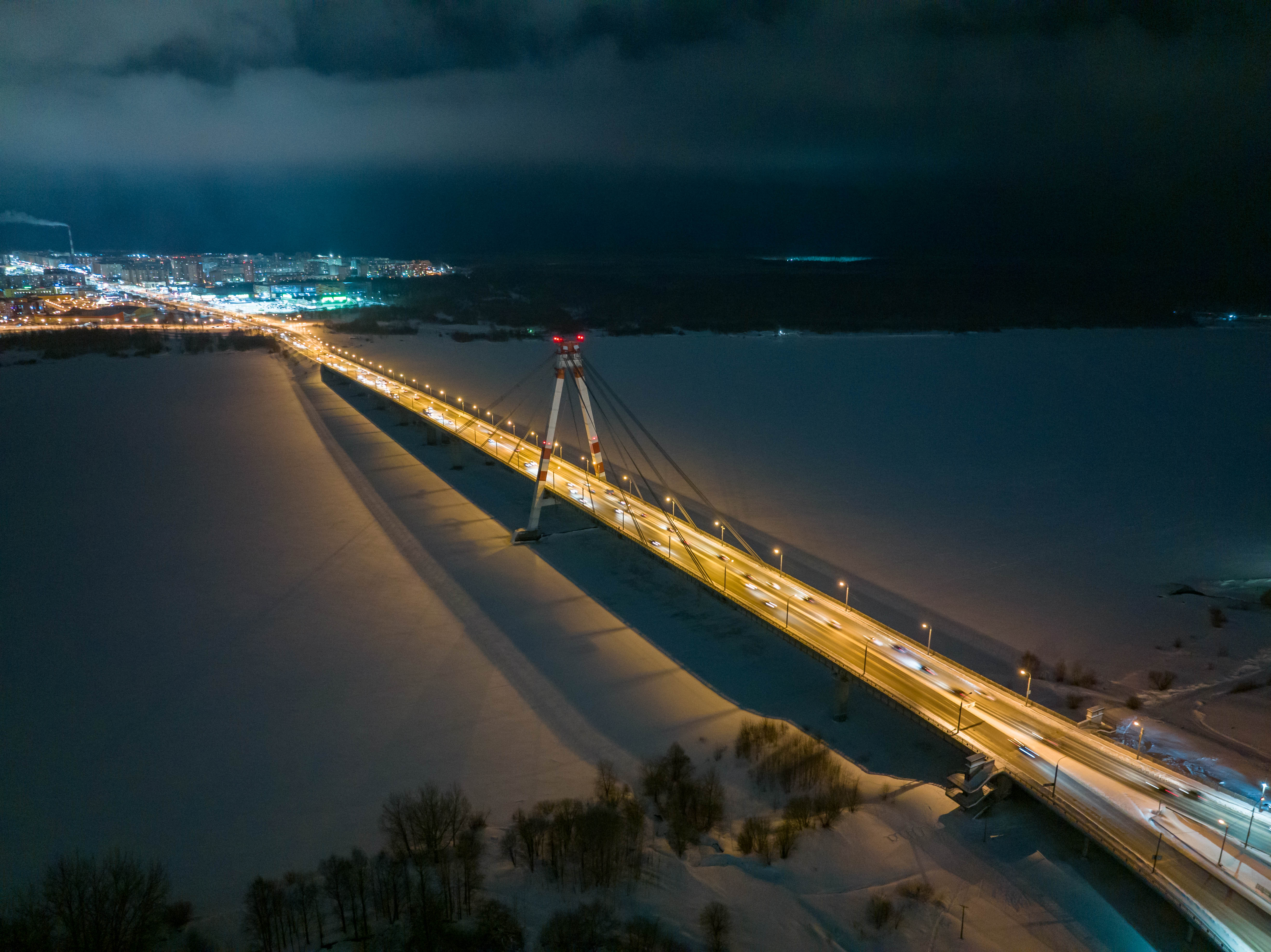
Октябрьский мост ночью

Октя́брьский мост — автомобильный вантовый мост через реку Шексну в Череповце, соединяющий Индустриальный и Зашекснинский районы. Мост был открыт в 1979 году и является первым вантовым мостом, построенным на территории РСФСР. По конструкции мост схож с мостом Святого Северина через Рейн в немецком Кёльне.

## История
Заказчиком строительства выступил Череповецкий металлургический завод. Мост сооружался по проекту Ленпромтрансниипроекта. Строительство осуществлял трест «Мостострой» № 6. 22 апреля 1970 года была забита первая свая в основание первой опоры. В опору моста была заложена капсула с посланием потомкам: 
Сегодня, 22 апреля 1970 года, в день 100 летия со дня рождения В. И. Ленина, бригада В. И. Батищева мостопоезда № 809 Ленинградского треста «Мостострой» № 6, забив первую сваю, приступила к сооружению моста через реку Шексну в городе Череповце.
5 ноября 1979 года мост был открыт для движения. 2 декабря 1981 года был подписан акт приёмки моста в эксплуатацию. Именно этот день официально считается днём рождения Октябрьского моста.

## Конструкция
Все металлоконструкции изготовлены предприятием «Воронежстальмост». Мост металлический, однопилонный, двухплоскостной системы. Главный пролёт имеет длину 194,25 м, боковой — 136,49 м. Неразрезная балка жёсткости высотой 3,3 м перекрывает всю длину моста, включая эстакадные части 5×62,5 и 83,23 м. Балка жёсткости металлическая, состоит из двух коробчатых балок с ортотропной плитой проезжей части. Материал — сталь марок 14Г2АФД и Ст3. Ширина моста составляет 26 м, а общая длина мостового перехода — свыше 700 м.  Эстакадная часть моста — сталежелезобетонная. Пилон моста А-образный металлический, высотой 83,5 м, расположен у правого берега, а дорожное полотно покоится в 28,4 м над водой, что даёт возможность свободного прохода под мостом крупным судам. Материал — сталь марки 14Г2АФД. Ванты состоят из канатов закрытого типа диаметром по 71,5 мм. Общая масса вант составляет 510 т, длина — 16 км. Ванты изготовлены на Волгоградском сталепроволочно-канатном заводе. Для этого заказа пришлось модернизировать канатную машину, прокатный стан и гальваноагрегат. Отдельные узлы для реконструкции этих агрегатов, а также катанка для изготовления фасонной проволоки, смазка для внутренних слоёв каната, металлические барабаны были заказаны на ЧерМК. Здесь же в 1978 году изготовили ограждения для парапета. Их оформление выполнено с использованием изображений вологодских кружев. По предложению скульптора Михаила Каменского в композицию внесли барельефы гербов 15 городов Вологодской области. В ночное время пилон и ванты подсвечиваются.

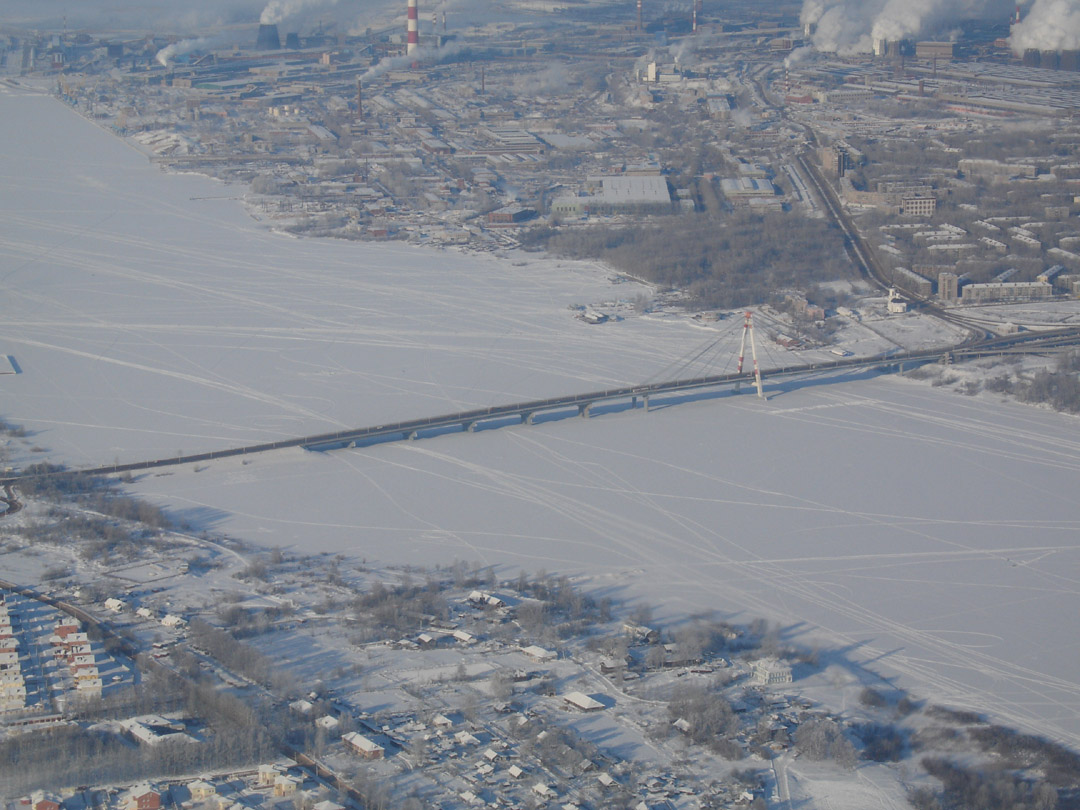
Вид на Октябрьский мост с высоты птичьего полёта